# 20. maj
20. maj je 140. dan leta (141. v prestopnih letih) v gregorijanskem koledarju. Ostaja še 225 dni.

## Dogodki
- 325 – Konstantin Veliki odpre nicejski ekumenski koncil
- 526 – Antiohijo in Sirijo prizadene močan potres
- 1498 – portugalski pomorščak Vasco da Gama prispe v indijski Kožikode
- 1570 – nizozemski kartograf in geograf Abraham Ortelius v Antwerpnu izda prvi sodobni atlas sveta Gledališče sveta (Theatrum orbis terrarum)
- 1595 – na grmadi v Rimu sežgejo evangeličanskega pridigarja Petra Kupljenika
- 1873 – Levi Strauss in Jacob Davis prejmeta patent za džins
- 1875 – v Parizu podpisana Metrska konvencija
- 1882 – Nemčija, Avstro-Ogrska in Italija podpišejo trojni sporazum
- 1902 – Kuba postane neodvisna od ZDA
- 1919 – ustanovi se fašistično gibanje v Trstu
- 1927:
  - Charles Augustus Lindbergh začne polet prek Atlantskega oceana
  - Kraljevina Hidžaz in Nedžd (danes Saudova Arabija) postane neodvisna država
- 1932 – Amelia Earhart (prva ženska, ki preleti Atlantik) vzleti z letališča Harbour Grace na Novi Fundlandiji
- 1940:
  - prvi zaporniki prispejo v koncentracijsko taborišče Auschwitz
  - Wehrmacht prodre do Abbeville-a
- 1941 – začne se nemški zračni desant na Kreto; po 12 dnevih bojev Nemci osvojijo otok
- 1945 – protifrancoski izgredi v Bejrutu
- 1963 – Vrhovno sodišče ZDA razglasi segregacijo za neustavno
- 1990 – prve demokratične predsedniške in parlamenterne volitve v Romuniji
- 1994 – v Novi Gorici odprta nova stavba Primorskega narodnega gledališča
- 2002 – Vzhodni Timor postane neodvisna država

## Rojstva
- 1315 – Bona Luksemburška, češka princesa († 1349)
- 1537 – Girolamo Fabrici - Hieronymous Fabricius ab Aquapendente, italijanski zdravnik, anatom in embriolog († 1619)
- 1593 – Jacob Jordaens, belgijski (flamski) slikar († 1678)
- 1726 – Francis Cotes, angleški slikar († 1770)
- 1734 – Anton Janša, slovenski čebelar (krščen 20. maja) († 1773)
- 1737 – William Petty Fiztmaurice, britanski državnik († 1805)
- 1759 – William Thornton, ameriški arhitekt († 1828)
- 1768 – Andreas Miaulis, grški admiral († 1835)
- 1772 – sir William Congreve, angleški izumitelj († 1828)
- 1799 – Honoré de Balzac, francoski pisatelj († 1850)
- 1805 – Georg Gottfried Gervinus, nemški politik, književni zgodovinar († 1871)
- 1806 – John Stuart Mill, angleški filozof († 1873)
- 1822 – Frédéric Passy, francoski politik, mirovnik, ekonomist, nobelovec 1901 († 1912)
- 1825 – George Phillips Bond, ameriški astronom († 1865)
- 1830 – Hector Malot, francoski pisatelj († 1907)
- 1838 – Ferdinand Zirkel, nemški geolog († 1912)
- 1851 – Emile Berliner, nemško-ameriški izumitelj († 1929)
- 1881 – Władysław Eugeniusz Sikorski, poljski general, politik († 1943)
- 1882 – Sigrid Undset, norveška pisateljica, nobelovka 1928 († 1949)
- 1883 – Fejsal I., iraški kralj († 1933)
- 1901 – Max Euwe, nizozemski šahist († 1981)
- 1907 – Carl Mydans, ameriški fotograf († 2004)
- 1912 – Wilfrid Sellars, ameriški filozof († 1989)
- 1913 – William R. Hewlett, ameriški poslovnež († 2001)
- 1915 – Moše Dajan, izraelski general, politik († 1981)
- 1918 – Pavao Žanić, hrvaški škof († 2000)
- 1935 – Alojz Zupan, slovenski klarinetist († 2012)
- 1940 – Milan Ferlež, slovenski kitarist († 2006)
- 1946 – Cherilyn Sarkisian LaPier - Cher, ameriška pevka
- 1952 – Albert Roger Miller - Roger Milla, kamerunski nogometaš
- 1956 – Boris Akunin, ruski pisatelj, prevajalec in japonolog
- 1974 – Marko Tratar, slovenski šahist
- 1981 – Iker Casillas, španski nogometaš
- 1982 – Petr Čech, češki nogometaš
- 1985 – Chris Froome, britanski cestni kolesar
- 1990 – Pius Paschke, nemški smučarski skakalec

## Smrti
- 1254 – Konrad IV., nemški kralj (* 1228)
- 1277 – papež Janez XXI. (* 1215)
- 1285 – Ivan II., jeruzalemski in ciprski kralj (* 1259)
- 1349 – John de Ufford, angleški kancler, canterburyjski nadškof
- 1471 – Henrik VI., angleški kralj (* 1421)
- 1506 – Krištof Kolumb, italijansko-španski pomorščak (* 1451)
- 1622 – Osman II., turški sultan (* 1604)
- 1648 – Vladislav IV. Poljski (* 1595)
- 1789 – Matija Cvetan, porabski rimokatoliški duhovnik (* 1733)
- 1793 – Charles Bonnet, švicarski naravoslovec in entomolog, filozof (* 1720)
- 1834 – markiz de la Fayette, francoski general, politik (* 1757)
- 1851 – Stanko Vraz, slovensko-hrvaški pesnik (* 1810)
- 1880 – William Hallowes Miller, britanski mineralog in kristalograf (* 1801)
- 1896 – Clara Josephine Wieck Schumann, nemška pianistka, skladateljica (* 1819)
- 1901 – Rudolf Cipot, madžarski slovenski evangeličanski duhovnik in pisatelj(* 1825)
- 1959 – Alfred Schütz, avstrijsko-ameriški filozof in sociolog (* 1899)
- 1964 – James Franck, nemški fizik, nobelovec 1925 (* 1882)
- 2005 – Paul Ricoeur, francoski filozof (* 1913)
- 2019 – Niki Lauda, avstrijski drikač formule 1 (* 1949)

## Prazniki in obredi
- Svetovni dan čebel
- Svetovni dan meroslovja [1]

1. ↑  »World Metrology Day«. www.worldmetrologyday.org/.